# Paolo Negro
Paolo Negro (Arzignano, Vicenza, 16 de abril de 1972)  é um ex-futebolista italiano. Seu ultimo clube na carreira foi o Siena.
Paolo começou no Bologna em 1990, tendo a auge da sua carreira com a camisa da Lazio, onde atuou por doze anos.
Pela seleção esteve no plantel da Eurocopa de 2000 pela Itália, sendo vice-campeão.